# قطة على سقف من صفيح ساخن (فلم)
قطة على سقف من صفيح ساخن (بالإنجليزية: Cat on a Hot Tin Roof) هو فيلم دراما تم إنتاجه في الولايات المتحدة وصدر في سنة 1958، يحكي قصة لاعب كرة قدم سابق مدمن على الكحول ويقاوم عواطف زوجته، لقاء لم الشمل مع والده يركض مجموعة من الذكريات والإلهام لكل من الأب والابن.

## بطولة
- إليزابيث تايلور
- بول نيومان

## الميزانية والإيرادات
بلغت تكلفة إنتاج الفيلم حوالي 2,345,000 دولار بينما حقق أرباحا تقدر بـ 11,285,000 دولار.

### ترشيحات وجوائز
| السنة | الحدث  | الفئة     | النتيجة |
| ----- | ------ | --------- | ------- |
|       | أوسكار | أفضل فيلم | ترشـيـح |

## وصلات خارجية
- مقالات تستعمل روابط فنية بلا صلة مع ويكي بيانات